# Helmut Jaeger
Walter Helmut Jaeger Lunecke (Valdivia, 25 de noviembre de 1917-Santiago, noviembre de 2006) fue un médico, académico e investigador chileno, uno de los principales impulsores de la cirugía cardíaca en niños en su país y artífice de la primera intervención a corazón abierto en América Latina en 1957.

## Carrera
Estudió los primeros años de la carrera de medicina en la Universidad de Concepción y luego en la Universidad de Chile, donde se tituló en 1940. A fines de esa misma década viajó becado por la Fundación Kellogg a los Estados Unidos, donde se especializó en cardiocirugía infantil en el Hospital Johns Hopkins, en Baltimore. De vuelta en Chile, en 1955 elaboró un programa dirigido a implementar la circulación extracorpórea. El 4 de septiembre de 1957, realizó la primera operación intracardíaca con la anterior técnica en Chile, a una paciente de 9 años.
Trabajó en la Asistencia Pública, el Instituto Traumatológico, el Hospital Clínico San Borja Arriarán y el Hospital Luis Calvo Mackenna de la capital chilena. En este último recinto fue jefe en el Servicio de Cirugía, creador y jefe del Centro Cardiovascular, director del hospital, creador del Instituto de Cardiología Infantil –que más tarde pasó a llamarse Instituto de Cardiología Infantil Profesor Helmut Jaeger– y creó y dirigió la corporación Salvémosle el Corazón al Niño (Salvecor).
Fue cofundador y presidente de la Sociedad Pro-Ayuda al Niño Lisiado (que dio origen a la Teletón Chile), presidente del capítulo chileno del American College of Surgeons y presidente de la Sociedad Chilena de Cardiología y Cirugía Infantil.

## Reconocimientos y distinciones
Recibió las más altas distinciones que confiere la medicina chilena: miembro emérito del Colegio Médico de Chile, maestro de la Cirugía Cardiovascular Chilena, miembro honorario de la Academia de Medicina del Instituto de Chile, fellow emérito del American College of Surgeons y presidente vitalicio de Salvecor.
En 2004 fue el segundo chileno en recibir el Premio Nacional de Medicina.